# Matic Maruško
Matic Maruško (* 30. listopadu 1990, Plitvica) je slovinský fotbalový záložník, od listopadu 2013 bez angažmá.

## Fotbalová kariéra
Svoji fotbalovou kariéru začal v Apače. Mezi jeho další angažmá patří: Paloma, ND Mura 05, NK Nafta a FC Spartak Trnava.